# Сан-Хуан (Тібас)
Сан-Хуан (ісп. San Juan) — район кантону Тібас у провінції Сан-Хосе, Коста-Рика.

## Географія
Площа району 3,56 км, висота 1162 метри.

## Демографія
Згідно з переписом 2011 року, населення Сан-Хуана становило 21 745 мешканців.

## Освіта
У районі Сан-Хуан розташована чимала кількість навчальних закладів

## Транспорт
Через Сан-Хуан проходять шість автомобільних доріг національного значення, а також міжміська залізнична лінія.

## Органи влади
Районна рада Сан-Хуана контролює діяльність муніципалітету та співпрацює з відповідними районами у своєму кантоні. Вона також відповідає за врахування потреб та інтересів району, представляючи конкретні проєкти муніципальній раді.